# NGC 3705
NGC 3705 este o intermediate spiral galaxy⁠(d) situată în constelația Leul. A fost descoperită în 18 ianuarie 1784 de către William Herschel. Se află la o distanță de 19,68 megaparseci de Pământ.